# Lubertus Take
Lubertus Take (* im 13. Jahrhundert; † 1302) war Domherr in Münster.

## Leben
Lubertus Take findet erstmals im Jahre 1252 als Domherr zu Münster urkundliche Erwähnung. Er führte den Titel eines Magisters und war am 10. Dezember 1267 zusammen mit drei weiteren Beauftragten des Domkapitels bei der Gründung des Kollegiatstifts Beckum anwesend. Am 26. Januar 1276 waren Lubertus und zwei andere Domherren als Schiedsrichter in einer Präbendalsache in St. Mauritz in Münster eingesetzt. Die Funktion als Schiedsrichter in verschiedenen Streitsachen hatte er des Öfteren inne.
Am 5. Dezember 1270 erhielt er von Papst Nikolaus III. den Auftrag, die Klage eines Pfarrers zu überprüfen. Am 26. März 1297 war er Vorsitzender der Generalsynode, die vom Bischof Everhard einberufen worden war.
Sein Name wird häufig in den Dokumenten des Domkapitels genannt. Lubertus blieb bis zu seinem Tod in diesem Amt.